# Phaeostigma (Pontoraphidia) setulosum setulosum
Phaeostigma (Pontoraphidia) setulosum setulosum is een kameelhalsvliegensoort uit de familie van de Raphidiidae. De soort komt voor in Zuidoost-Europa en Turkije.
Phaeostigma (Pontoraphidia) setulosum setulosum werd voor het eerst wetenschappelijk beschreven door H. Aspöck & U. Aspöck in 1967.